# Silba nudoscutella
Silba nudoscutella är en tvåvingeart som beskrevs av Mcalpine 1964. Silba nudoscutella ingår i släktet Silba och familjen stjärtflugor. Inga underarter finns listade i Catalogue of Life.